# Fresh Beat Band: Le Spie
Fresh Beat Band: Le Spie (Fresh Beat Band of Spies) è una serie televisiva animata per bambini, spin-off della serie live-action di Nickelodeon The Fresh Beat Band. Lo spettacolo è stato creato da Nadine van der Velde e Scott Kraft ed è stato prodotto da Nickelodeon Animation Studio e 6 Point Harness, insieme alla Nelvana.
La serie è stata presentata in anteprima su Nick Jr. il 15 giugno 2015, prima di essere trasmessa sulla rete principale Nickelodeon dal 29 giugno. In Italia la serie arrivò su Nick Jr. il 18 gennaio 2016.

## Trama
La Fresh Beat Band, protagonista della serie precedente, diventa ora un gruppo di spie, e si mette a risolvere misteri nella loro città, usando i loro talenti individuali e i loro fantastici gadget.

## Personaggi e doppiatori
- Twist: doppiato da Jon Beavers in inglese e Mattia Bressan in italiano[4]) Il DJ comico della squadra
- Kiki: doppiato da Yvette Gonzalez-Nacer in inglese e Gea Riva in italiano) La bellissima chitarrista solista e cantante della band
- Shout: doppiato da Thomas Hobson in inglese e Alessandro Capra in italiano) L'atletico tastierista e leader della squadra di spionaggio
- Marina: doppiata da Tara Perry in inglese e Katia Sorrentino in italiano) Il batterista intelligente della squadra
- Bo Monkey: doppiato da Tom Kenny in inglese e Maurizio Merluzzo in italiano) Il migliore amico di Twist, una scimmia
- Reed: doppiato da Tom Kenny in inglese e Francesco Mei in italiano) Il "ragazzo gadget" della squadra che indossa gli occhiali
- Commissario Goldstar: doppiato da Keith Silverstein in inglese e Alessandro D’Errico in italiano) Il capo della polizia che appare alla fine di quasi tutti gli episodi

## Episodi
| n° | Titolo originale   | Titolo italiano              | Prima TV USA      | Prima TV Italia |
| -- | ------------------ | ---------------------------- | ----------------- | --------------- |
| 1  | The Wow Factor     | Wow Factor                   | 15 giugno 2015    | 18 gennaio 2016 |
| 2  | Trophy Trouble     | Il ladro di trofei           | 17 giugno 2015    |                 |
| 3  | Mummy Mayhem       | Mummie in movimento          | 19 giugno 2015    |                 |
| 4  | Rocket Ship Alien  | L'astronave aliena           | 20 giugno 2015    |                 |
| 5  | Fruit Racer Game   | La pazza corsa               | 22 giugno 2015    |                 |
| 6  | Singing Pirate     | Il pirata canterino          | 24 giugno 2015    |                 |
| 7  | Werewolf Hairwolf  | Il parrucchiere licantropo   | 26 giugno 2015    |                 |
| 8  | Masked Wrestler    | Il wrestler mascherato       | 27 giugno 2015    |                 |
| 9  | Cute Crook         | Coccole e sparizioni         | 29 giugno 2015    |                 |
| 10 | Wild Outlaw        | L'erede del fuorilegge       | 1 luglio 2015     |                 |
| 11 | Bo's Birthday Bash | Il ladro di feste            | 3 luglio 2015     |                 |
| 12 | Fake Fresh Beats   | I finti Fresh Beat           | 27 luglio 2015    |                 |
| 13 | Dance Bots         | A ritmo di robot             | 29 luglio 2015    |                 |
| 14 | Band of Pirates    | I pirati                     | 31 luglio 2015    |                 |
| 15 | Frozen Fresh Beats | Fresh Beat al gelo           | 21 settembre 2015 |                 |
| 16 | Bunnies Go Bananas | Conigli, banane e tanti guai | 23 settembre 2015 |                 |
| 17 | Ghost of Rock      | Il Fantasma Rock             | 19 ottobre 2015   |                 |
| 18 | Christmas 2.0      | Natale 2.0                   | 15 dicembre 2015  |                 |
| 19 | Sneaky Sneakers    | Le scarpe speciali di Shout  | 22 febbraio 2016  |                 |
| 20 | Fresh Beat Babies  | Piccole spie                 | 24 febbraio 2016  |                 |